# Ariel González
Oscar Ariel González Mezzenasco (n. el 22 de octubre de 1974 en Mendoza, Argentina), es un exfutbolista y entrenador argentino nacionalizado mexicano.
Delantero surgido del Club Atlético Gimnasia y Esgrima de Argentina, que desarrolló su carrera en el fútbol mexicano.
Es el tercer mejor goleador en la historia del Club Deportivo Irapuato.

## Trayectoria
Gracias a Pablo Hernán Gómez, llegó a México en el verano del 2000 e hizo pretemporada con el Club de Fútbol Pachuca, pero el conjunto dirigido por el "Vasco" Javier Aguirre tenía cubiertas las plazas de extranjero (Miguel Calero, José Sinval, Gabriel Caballero, Claudio da Silva y Pablo Gómez) y tras un juego amistoso ante San Luis FC, fue reclutado por el equipo potosino de la Primera División 'A'.
La Temporada 2001-2002 jugó para los Gallos Blancos de Querétaro, también en la División de Plata. De cara al Invierno 2002 fue transferido a los Freseros del Irapuato.
Con los Freseros conquistó el título del Invierno 2002 y la Final de Ascenso 2002-03, al vencer a La Piedad y al Club León, respectivamente.  
Debutó en la Primera División de México, con el conjunto guanajuatense en el Estadio Sergio León Chávez enfrentando a Morelia el 3 de agosto de 2003, en duelo correspondiente a la Jornada 1 del Apertura 2003, el resultado fue 1-1. 
En la Jornada 8, enfrentando a los Rojinegros del Atlas en el Estadio Jalisco, Carlos Briones, portero de los Freseros, fue expulsado al minuto 87, por lo que el "Apache" cubrió el arco en los últimos minutos del juego. El resultado final fue 6-1, pero todos los goles cayeron antes del minuto 67. 
En diciembre de 2003 fue fichado por el Club América. 
Después de jugar un semestre con las Águilas del América, fue cedido a San Luis FC en la División de Plata. Con los potosinos obtuvo los títulos de goleo y Liga en el Apertura 2004, así como la Final de Ascenso 2004-05. 
Ya en el Máximo Circuito fue Subcampeón de Liga en el Clausura 2006, luego de caer por la mínima ante los Tuzos del Pachuca (Estadio Alfonso Lastras Ramírez 0-0 y Estadio Hidalgo 1-0).  
En el verano del 2006 arribó a los Pumas de la UNAM.
En el Apertura 2007 jugó de nuevo con San Luis FC y del Clausura 2008 al Clausura 2009 con los Tiburones Rojos de Veracruz.
En el Apertura 2009 volvió a jugar con el Club Deportivo Irapuato. Con los Freseros conquistó el Clausura 2011, pero perdió la oportunidad de retornar al Máximo Circuito al caer en la Final de Ascenso 2010-11 ante el Club Tijuana. 
Tras ausentarse 3 semestres de las canchas –como futbolista–, regresó a la actividad con los Freseros en el Clausura 2015.

## Vida personal
Mónica González y Pablo Hernán Gómez, hermana y cuñado de Ariel González, fallecieron el 29 de enero de 2001 en un accidente automovilístico luego de visitar al "Apache" en la ciudad de San Luis Potosí. 

## Clubes

### Futbolista
| Club         | País   | Año           |
| ------------ | ------ | ------------- |
| San Luis FC  | México | 2000-2001     |
| Querétaro FC | México | 2001-2002     |
| Irapuato     | México | 2002-2003     |
| Club América | México | Clausura 2004 |
| San Luis FC  | México | 2004-2006     |
| UNAM         | México | 2006-2007     |
| San Luis FC  | México | Apertura 2007 |
| Veracruz     | México | 2008-2009     |
| Irapuato     | México | 2009-2013     |
| Irapuato     | México | Clausura 2015 |

#### Hat-tricks
Partidos en los que anotó tres o más goles:
| Fecha                   | Estadio                         | Partido               | Goles | Resultado | Competencia            |
| ----------------------- | ------------------------------- | --------------------- | ----- | --------- | ---------------------- |
| 19 de abril de 2003     | Estadio Sergio León Chávez      | Irapuato vs Zacatepec |       | 4-0       | Verano 2003            |
| 11 de diciembre de 2004 | Estadio Alfonso Lastras Ramírez | San Luis FC vs Cobras |       | 5-1       | Liguilla Apertura 2004 |

## Palmarés

### Futbolista

#### Campeonatos nacionales
| Categoría                 | Título                   | Club        | País   |
| ------------------------- | ------------------------ | ----------- | ------ |
| Primera División 'A'      | Invierno 2002            | Irapuato    | México |
| Primera División 'A'      | Final de Ascenso 2002-03 | Irapuato    | México |
| Primera División 'A'      | Apertura 2004            | San Luis FC | México |
| Primera División 'A'      | Final de Ascenso 2004-05 | San Luis FC | México |
| Liga de Ascenso de México | Clausura 2011            | Irapuato    | México |

#### Distinciones individuales
| Distinción                        | Torneo            |
| --------------------------------- | ----------------- |
| Campeón de goleo (15 anotaciones) | Verano 2002       |
| Campeón de goleo (16 anotaciones) | Apertura 2004     |
| Campeón de goleo (11 anotaciones) | Apertura 2009     |
| Campeón de goleo (11 anotaciones) | Bicentenario 2010 |

* Primera División 'A' o Liga de Ascenso de México